# Мирзапур-Виндхјачал
Мирзапур-Виндхјачал је град у Индији у држави Утар Прадеш. Према незваничним резултатима пописа 2011. у граду је живело 233.691 становника.

## Становништво
Према незваничним резултатима пописа, у граду је 2011. живело 233.691 становника.
| 1991.   | 2001.   | 2011.   |
| ------- | ------- | ------- |
| 169.336 | 205.053 | 233.691 |